# ألاجوجة
ألاجوجة هي قرية في مقاطعة خدا أفرين، إيران. عدد سكان هذه القرية هو 222 في سنة 2006.